# Ferdinand von Arlt

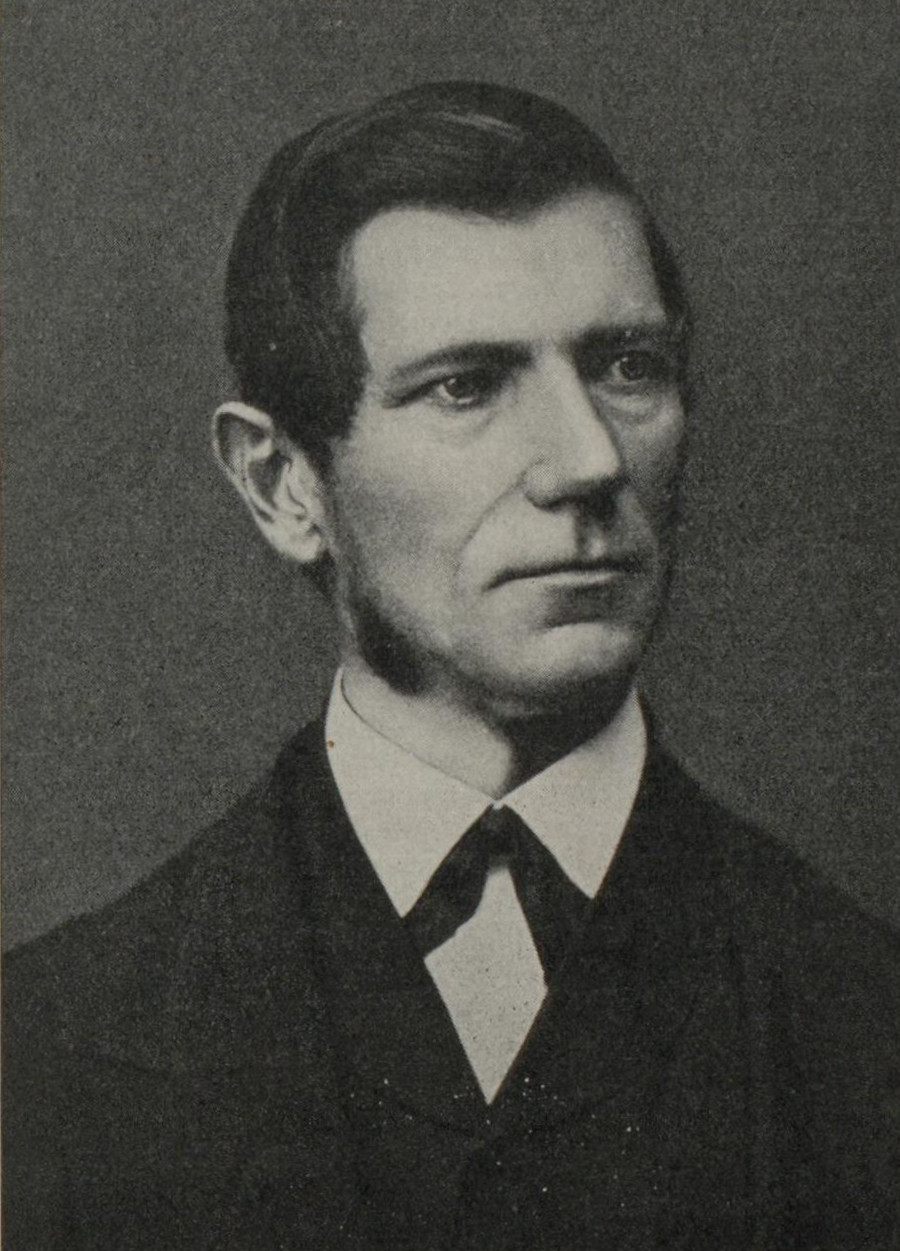
Ferdinand von Arlt, um 1860

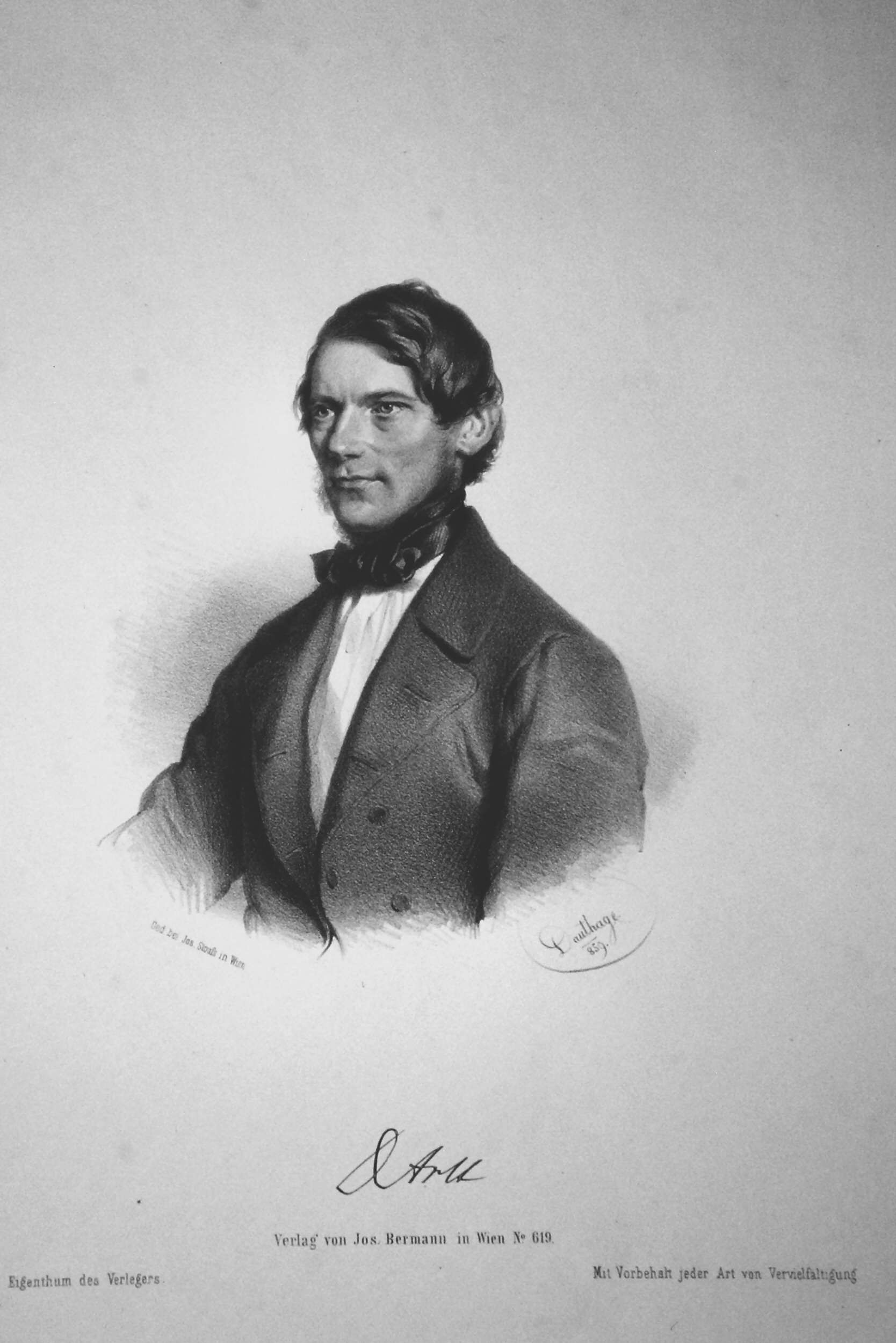
Carl Ferdinand von Arlt, Lithographie von Adolf Dauthage, 1859

Carl Ferdinand von Arlt, ab 1870 Ritter von Bergschmidt, auch Ferdinand Ritter von Arlt (* 18. April 1812 in Obergraupen/Teplitz, Böhmen; † 7. März 1887 in Wien), war ein österreichischer Arzt und Ophthalmologe. Bis 1883 leitete er die Wiener Universitätsaugenklinik. 

## Leben und Wirken
Ferdinand Arlt besuchte das Gymnasium in Leitmeritz und zog, um katholische Theologie zu studieren, 1831 mit seinem Bruder nach Prag. Während seiner philosophischen Studien am dortigen Lyceum wechselte er jedoch die Fakultät, begann und absolvierte unter großen Entbehrungen an der Karls-Universität ein Medizinstudium. Er wurde 1839 zum Doktor der Medizin und Chirurgie promoviert und 1840 Assistent bei dem Professor der Augenheilkunde Johann Fischer in Prag. 1842 eröffnete er eine Privatpraxis für interne Medizin, aber auch für Chirurgie. 1849 wurde er ordentlicher Professor für Augenheilkunde an der Universität Prag. Von 1856 bis 1883 war er Professor an der Universität Wien und als Nachfolger von Anton von Rosas bis 1883 auch Leiter und Lehrkanzelinhaber der Augenklinik. Er reformierte diese erste Universitäts-Augenklinik der Welt und wurde durch Anwendung der Pathologie, Physiologie und Histologie auf die Augenheilkunde einer der Begründer dieses Fachs als eigenständige Wissenschaft. Sein Lehrbuch Die Krankheiten des Auges für practische Ärzte (3 Bände, 1851–1856) fand weltweite Verbreitung. Der mit ihm seit Herbst 1848 bekannte und später befreundete Albrecht von Graefe war einer seiner bedeutendsten Schüler, ebenso der Herzog und Augenarzt Carl Theodor in Bayern. Der Würzburger Professor Tröltsch erlernte bei Arlt die Grundlagen der Ohrenheilkunde. Arlt war eng mit Ignaz Gulz, einem weiteren bedeutenden Wiener Augenarzt, befreundet.
Die Sozialwissenschaftlerin Ilse Arlt ist seine Enkelin.
1850 wurde er Ehrenmitglied der Lese- und Redehalle der deutschen Studenten in Prag, 1869 des Wiener Akademischen Gesangsvereins (heute Sängerschaft Barden) und später auch des Lesevereins der deutschen Studenten Wiens und des Akademisch Leseverein Wien.
In einem neunteiligen Satz mit berühmten österreichischen Ärzten erschien 1937 eine Marke mit seinem Bild.
Im Jahr 1887 wurde in Wien-Ottakring (16. Bezirk) die Arltgasse nach ihm benannt. Nach ihm war auch die ehemalige Ferdinand-von-Arlt-Akademie benannt. Er wurde am Wiener Zentralfriedhof in einem ehrenhalber gewidmeten Grab bestattet.

## Schriften

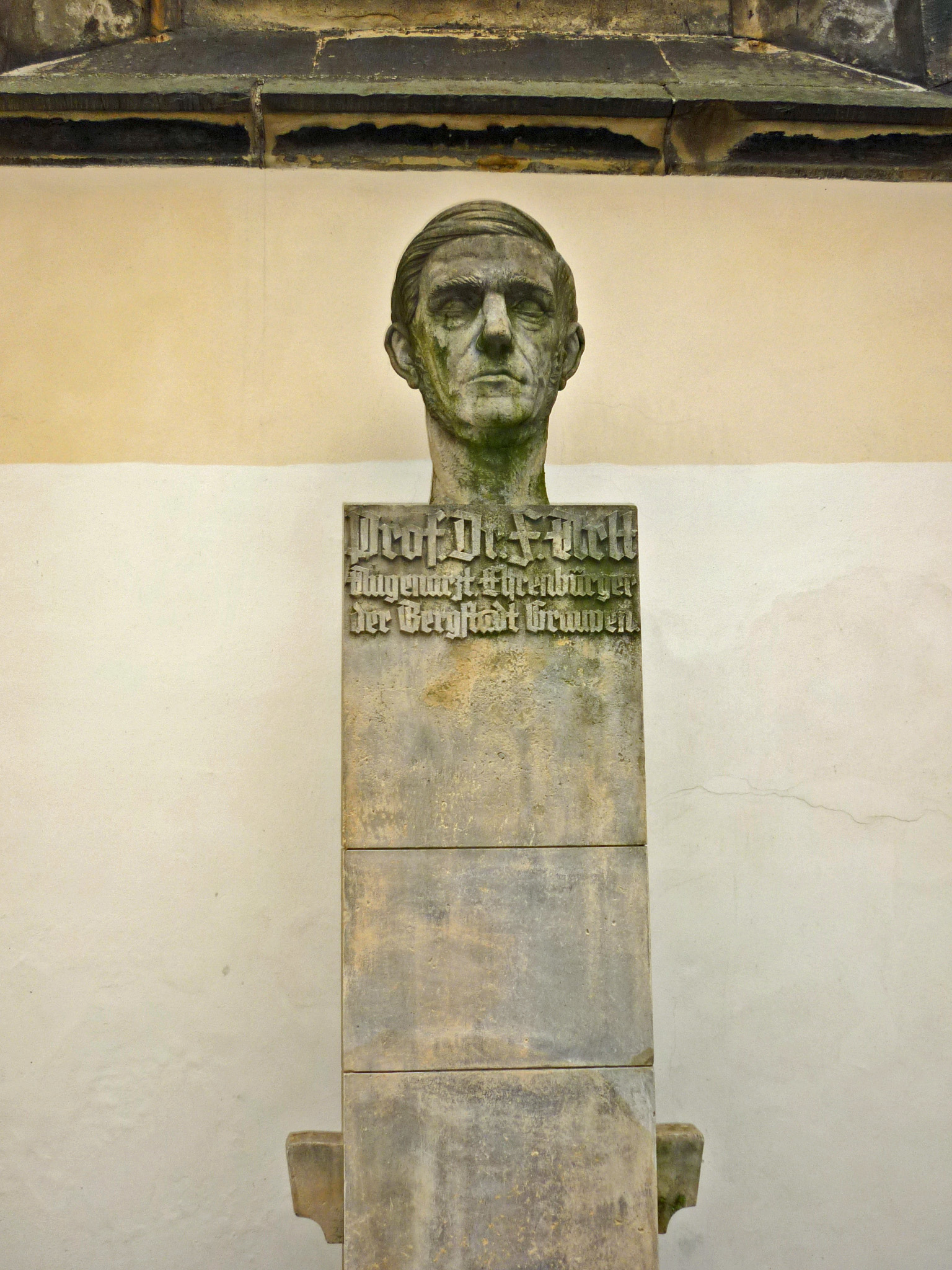
Ferdinand von Arlt-Denkmal in Graupen (Krupka)

- Die Pflege der Augen im gesunden und kranken Zustand, nebst einem Anhange über die Augengläser. Prag 1846.
- Die Krankheiten des Auges für praktische Ärzte. 3 Bände, Prag 1851–1856.
- Operationslehre. (1874)
- Handbuch der gesammten Augenheilkunde, hrsg. von Arlt [et al.] redigirt von Alfred Graefe und Theod. Saemisch. 7 Bände. Leipzig, Engelmann, 1874–80.
- Ueber die Ursachen und die Entstehung der Kurzsichtigkeit. Wien 1876.
- Meine Erlebnisse. Wiesbaden 1887.